# 格羅夫城 (明尼蘇達州)
格羅夫城（英語：Grove City）是一個位於美國明尼蘇達州米克縣的城市。

## 人口
根據2020年美國人口普查的數據，格羅夫城的面積為1.71平方千米，當中陸地面積為1.58平方千米，而水域面積為0.13平方千米。當地共有人口624人，而人口密度為每平方千米365人。